# Sara Kirke
Sara Kirke, geboren als Sara Andrews (Middlesex, ca. 1611 - Ferryland, ca. 1683) was een Engels-Newfoundlands onderneemster. Ze wordt beschouwd als een van de eerste vrouwelijke ondernemers in de Canadese geschiedenis.
Ze bereikte oorspronkelijk bekendheid door haar huwelijk met David Kirke, een Engelse handelaar die in 1637 gouverneur van Newfoundland werd. Vanwege het gevangenschap en de daaropvolgende dood van haar man nam Sara het bestuur over de familiale plantages en het bijhorende handelsnetwerk over. Ondanks de moeilijke context wist ze dit erg succesvol verder uit te bouwen en was ze gedurende bijna drie decennia een van de rijkste ondernemers van Newfoundland.

## Jeugd en familie
Sara werd geboren in het Engelse graafschap Middlesex als dochter van Sir Joseph Andrews. Ze had ook een zus genaamd Frances.
In 1630 trouwde de toen ongeveer 19-jarige Sara met de circa 33-jarige David Kirke, een man uit een gegoede handelaarsfamilie die onder meer bekend werd als avonturier en kaapvaarder. De gezusters Andrews namen na hun huwelijk, naar aloude traditie, de namen van hun echtgenoten aan. Ze stonden daardoor het grootste deel van hun leven bekend als respectievelijk Sara Kirke en Frances Hopkins.
Sara en David Kirke kregen tezamen vier zonen, namelijk George, David jr., Phillip en Jarvase, evenals een niet bij naam gekende dochter (die nooit buiten Engeland vermeld werd). In 1633 werd David tot ridder geslagen, waarop Sara zich "Lady Kirke" mocht noemen.

## In de schaduw als gouverneursvrouw
Sara's echtgenoot verkreeg in 1637 van koning Karel I van Engeland, tezamen met drie leden van de hofadel, het commercieel monopolie over de Kolonie Newfoundland en werd tegelijk aangesteld tot gouverneur van die kolonie. Een deel ervan, met name de oostelijke Kolonie Avalon (de regio Ferryland), was reeds toegekend aan George Calvert, baron Baltimore. Aangezien die ervan beschuldigd werd zijn kolonie achtergelaten te hebben, werd Sir David uiteindelijk bevoegd over heel het eiland Newfoundland.

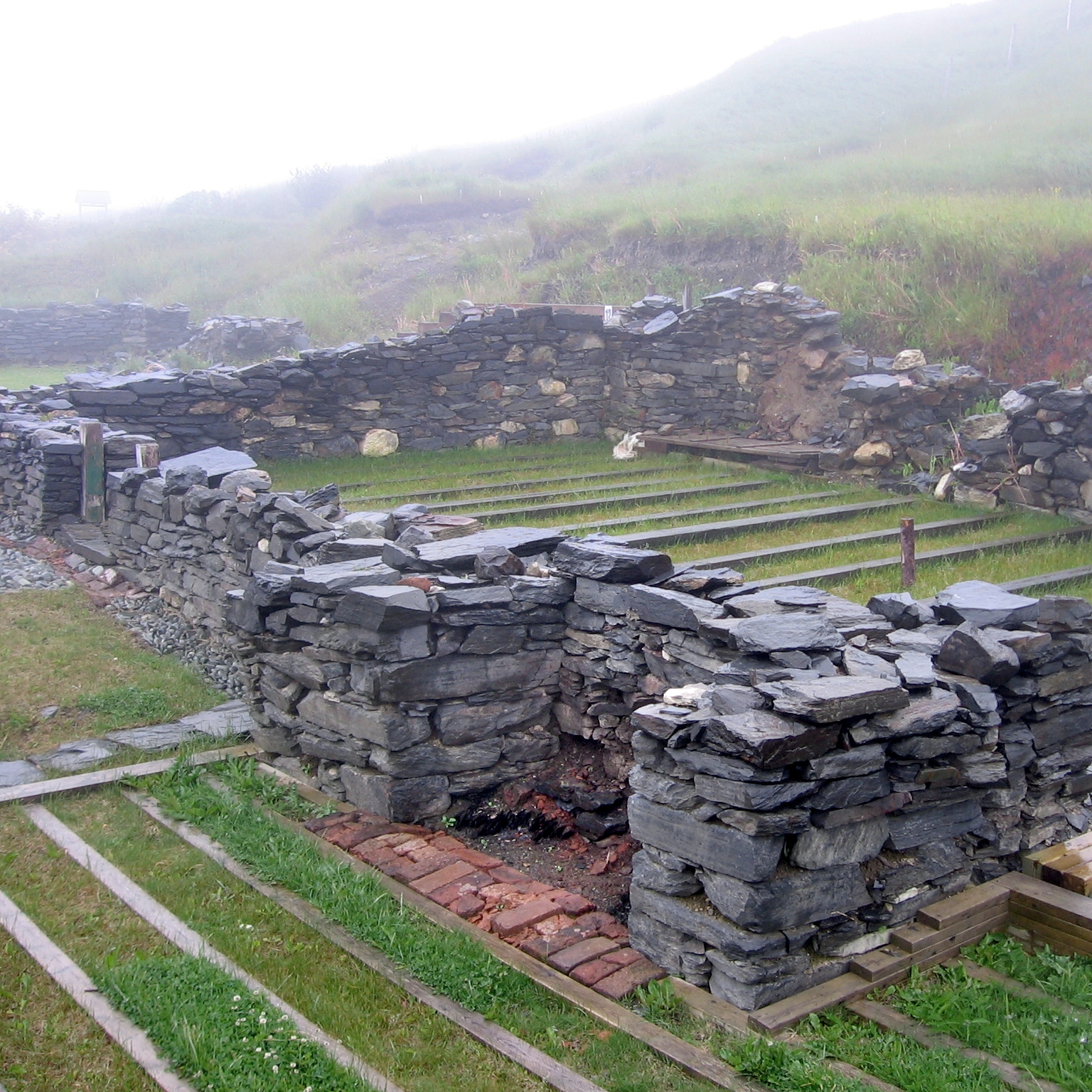
Archeologische overblijfselen van Mansion House.

Het huishouden Kirke verhuisde daarop in 1638 tezamen met zo'n 100 kolonisten naar de nederzetting Ferryland aan de Newfoundlandse oostkust. Ze vestigden zich in Mansion House, dat oorspronkelijk door lord Baltimore bewoond werd. Bij hun aankomst was het bewoond door diens afgevaardigde William Hill, die vanwege de overmacht geen andere optie zag dan te verhuizen. De "plantage" die ze er uitbouwden gingen ze de Pool Plantation noemen.
Tijdens haar huwelijksjaren bleef Sara grotendeels in de schaduw van haar man. Sir David was als gouverneur echter vaak elders in de kolonie, onder meer om de bouw van forten en het innen van belastingen te overzien. Hierdoor was Sara vanuit thuisbasis Ferryland vermoedelijk geregeld tijdelijk plaatsvervangend bestuurder van de handelsonderneming.
Het huishouden was uitgesproken royalistisch, wat hen slecht te staan kwam na het einde van de Engelse Burgeroorlog in 1651 (en het daaruit voortgekomen einde van de monarchie). De rijke West Country-handelaars, die David al langer uit Newfoundland weg wilden aangezien hij hun winsten zou beknotten, zagen daarop de kans schoon om een rechtszaak tegen hem aan te spannen. De familiale eigendommen werden in de tussentijd tijdelijk in beslag genomen en onder toezicht van John Treworgie en andere overheidsgezinde personen geplaatst. David, Sara en hun kinderen waren aldus genoodzaakt om in 1651 naar Engeland terug te keren.

## Bestuur van Avalon

### Beginperiode (1653-1659)
De beschuldigingen tegenover David werden nooit bewezen en in 1653 kocht hij de rechten over zijn in beslag genomen Newfoundlandse eigendommen opnieuw over. Ook Cecil Calvert, de toenmalige baron Baltimore, had echter een rechtszaak tegen David aangespannen. Calvert hoopte op die manier de vroegere rechten van zijn vader over de Kolonie Avalon terug te krijgen.
Sara en haar zoons keerden in 1653 terug naar Ferryland om de teruggewonnen eigendommen effectief opnieuw over te nemen. Omdat haar man in Engeland in de gevangenis zat, nam Sara het management van de plantage over. David overleed vermoedelijk in januari 1654, in afwachting van zijn proces.
Sara Kirke besloot om, net als haar ook naar Ferryland verhuisde zus Frances, niet te hertrouwen, maar daarentegen als weduwe haar leven lang zelfstandig plantagebestuurder te blijven. Tezamen met haar zus en zonen, maar wel degelijk onder haar leiding, bouwde ze de familiale onderneming verder uit tot een commercieel imperium via grote visserijplantages langs de zuidoostkust van het schiereiland Avalon. Het businessmodel bestond eruit om kabeljauw te vangen, die te Ferryland te verwerken en drogen en daarna via internationale handelsnetwerken te verhandelen. Deze handelsnetwerken strekten zich uit over onder andere Engeland, Spanje, Portugal en Frankrijk. Ze wist hierin succes te boeken ondanks de moeilijke politieke context waarin ze zich bevond, ondanks de aanslepende juridische strijd met de baron Baltimore en ondanks het feit dat ze na de dood van haar man een grote schuld van 60.000 pond had overgeërfd. Onder andere het feit dat ze kon lezen en schrijven, wat toen voor vrouwen vrij uitzonderlijk was, hielp haar bij het zakendoen.
In 1659 ontving ze als gastvrouw op enthousiaste wijze de puriteinse theoloog Richard Blinman te Ferryland, die aldaar een tijdje verbleef om te prediken. Mogelijks toont dit aan dat ze religieus begon af te wijken van het meer naar het katholieke neigende "High Church anglicanisme" dat David in zijn tijd ostentatief uitdroeg.

### Sinds de Engelse Restauratie (1660)

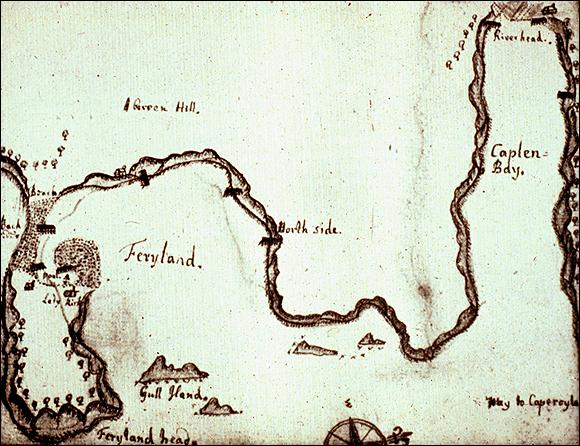
Kaart van Ferryland en omgeving met het westen bovenaan (ca. 1663). Links wordt "Lady Kirke" bij naam genoemd

In 1660 werd de Engelse monarchie gerestaureerd en kwam koning Karel II aan de macht. Daar Treworgie, die de voorbije jaren als gouverneur fungeerde, daarenboven definitief uit Newfoundland vertrokken was, poogde Sara uitdrukkelijk haar oudste zoon George naar voren te schuiven. In een aan de koning gerichte brief, waarin ze de huidige leefomstandigheden te Newfoundland lamenteerde, verzocht ze hem om George aan te stellen als nieuwe gouverneur. Voor haar verzoek had ze naar eigen zeggen ook de steun van de Newfoundlandse bevolking, maar toch ging de koning ging niet in op het verzoek (daar hij het opportuner vond om geen resident-gouverneur van Newfoundland te hebben).
Tot overmaat van ramp herwon Cecil Calvert in 1661 de voormalige rechten van zijn vader over de Kolonie Avalon. Sara besloot tezamen met haar oudste zoon George om ten aanzien van Calvert een niet-confronterende strategie toe te passen. De Kirkes gingen er daarom mee akkoord om als de facto leenhouders een jaarlijkse som aan hem af te staan aan. Calvert stelde zich met de situatie tevreden en liet John Rayner, de administratieve agent die hij naar de Kolonie Avalon stuurde, vermoedelijk weinig anders doen dan huurgelden innen. De Kirkes hielden het eigenlijke bestuur van de kolonie dus in handen, waardoor de familie de facto als een soort van lokale landadel ging fungeren. Na het vertrek van Rayner in 1667 stelde Calvert geen vervanger meer aan, waardoor in essentie de situatie van vóór 1661 opnieuw hersteld was.
Ondanks het feit dat ze politiek gezien bij de koning bot ving, was haar commercieel succes wel duidelijk. Sara werd, net als haar zus Frances, als vrouw uitdrukkelijk tot de handelaarselite gerekend. Uit censussen van de jaren 1660 en jaren 1670 is te zien dat ze persoonlijk een van de rijkste planters van geheel Newfoundland was. Vrijwel niemand in de kolonie bezat meer fishing stages, vissersboten of levertraanvaten dan zij, en hetzelfde was waar voor het aantal in dienst genomen vissers en visverwerkend personeel. Haar drie langst levende zoons zouden uiteindelijk allen eigen plantages gaan uitbaten, in Ferryland en in het zuidelijkere Renews, terwijl Sara steeds de controle van de machtige Pool Plantation bleef behouden.

#### Nederlandse aanval en herstel
Een dramatische episode vond plaats op 4 september 1673, toen de Nederlanders in de context van de Derde Engels-Nederlandse Oorlog Ferryland aanvielen, namelijk met een vloot van vier schepen onder leiding van Nicholas Boes. Ze beschoten de visserij-infrastructuur met kanonnen (en staken deze ook in brand), waarna ze de plaats plunderden, eigendommen vernietigden en het vee doodden. Ze namen ook enkele schepen, een grote hoeveelheid gepekelde kabeljauw en de vier kanonnen uit het in onbruik geraakte fort in beslag. De inwoners en woonhuizen bleven van het Nederlandse geweld gespaard, al bleven de Kirkes en andere inwoners bekaaid achter.
De nederzetting wist zich onder leiding van Lady Kirke echter erg snel te herstellen tot haar voormalige glorie. Reeds in 1675 had de Lady Kirke persoonlijk alweer vijf boten die vanuit Ferryland actief waren, iets wat enkel de 5% rijkste Newfoundlandse planters gegeven was. Alle takken van de familie hadden tezamen te Ferryland 17 boten met een totale bemanning van 81. Deze andere bezittingen vielen onder rechtstreeks toezicht van Frances en van Sara's drie levende zonen en diens gezinnen, al was Sara ontegensprekelijk de familiale matriarch.
Een andere telling geeft aan dat de Lady Kirke eind jaren 1670, ondanks de Nederlandse aanval van enkele jaren eerder, opnieuw 16 tot 25 personeelslieden in dienst had en een persoonlijk bezit had dat bestond uit vier of vijf boten, vier fishing rooms en nog een fishing stage. Ze had naast mannelijke ook verschillende vrouwelijke personeelsleden in dienst, wat toen in Newfoundland uitzonderlijk was.
Volkstellingen gehouden in de jaren 1670 en jaren 1680 gaven aan dat Ferryland een van de meest bevolkte en stabiele plaatsen in de hele Kolonie Newfoundland was, waar naast grote visserijplantages ook een relatief grootschalige rundveehouderij bestond. Dit geeft het succes aan van het door haar en haar familie uitgebouwde commercieel centrum dat Ferryland geworden was.
Rond het jaar 1679 trok de Lady Kirke zich terug uit het actieve leven. Ze was toen vermoedelijk bijna zeventig jaar oud. Rond het jaar 1683 overleed ze te Ferryland. Volgens de lokale legende ligt ze ergens bij de Ferryland Downs, net ten oosten van haar plantage, begraven.

## Na haar dood
De drie nog levende zonen van Sara en David bleven ook in de jaren 1680 en 1690 belangrijke plantagebestuurders te Ferryland en Renews. In 1696, tijdens de Negenjarige Oorlog, sloeg echter het noodlot toe wanneer de Fransen beide nederzettingen volledig in de as legden. De drie gebroeders Kirke werden, mogelijk met als doel losgeld te bekomen, gevangengenomen en vastgehouden in de Frans-Newfoundlandse basis Plaisance. Ze stierven alle drie nog datzelfde jaar. Ook vier van haar zes kleinkinderen stierven in gevangenschap te Plaisance. Het betekende het definitieve einde van de machtige Kirke-dynastie te Newfoundland, evenals van het belang van Ferryland.

## Erkenning en nalatenschap

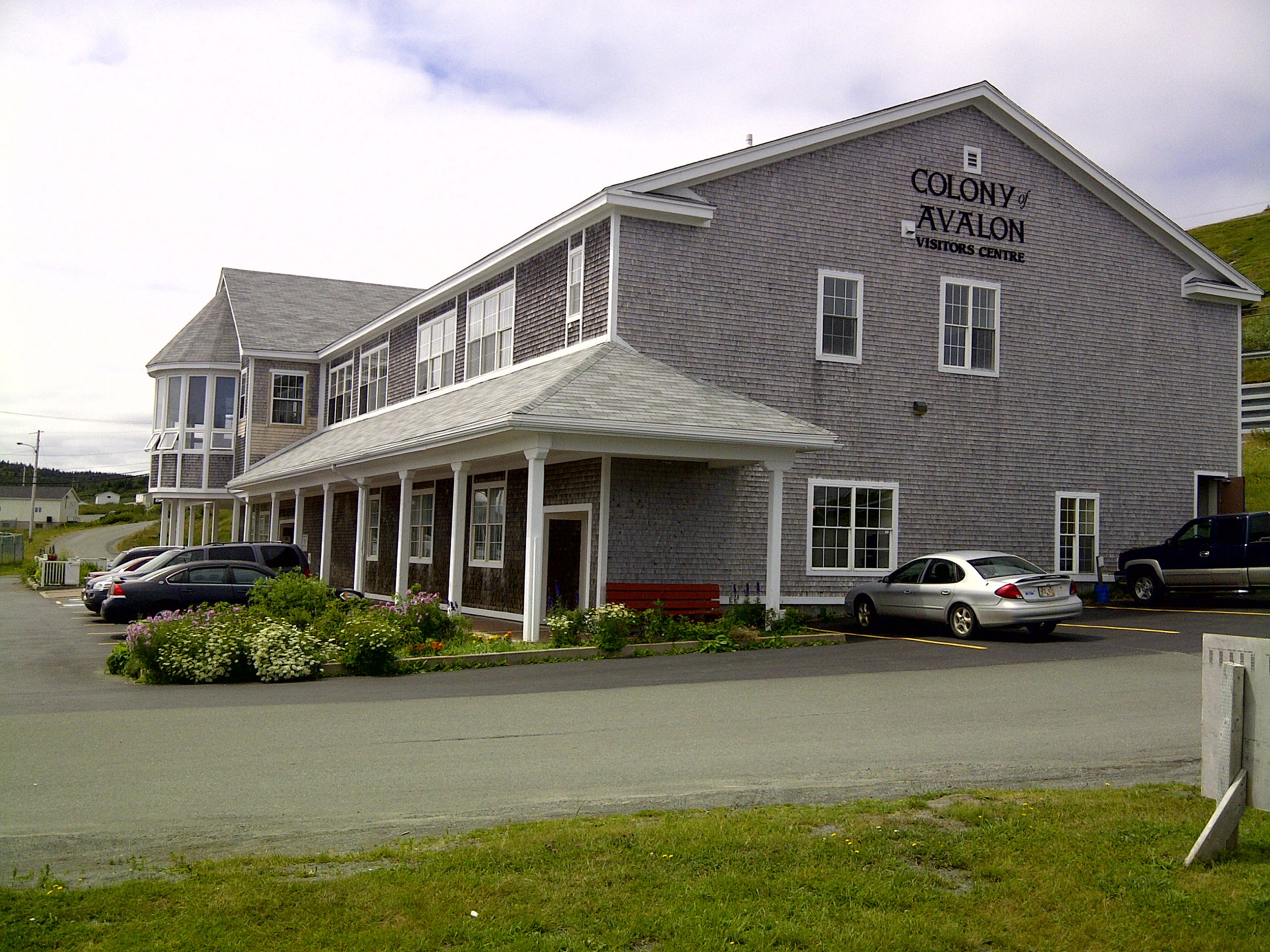
Het bezoekerscentrum en -museum van de Kolonie Avalon. Hier zijn heel wat archeologische vondsten bewaard die ooit Sara Kirke toebehoorden.

In de moderne tijd wordt het succesvolle ondernemerschap van Sara Kirke geroemd. Zo wordt ze in The Canadian Encylopedia "vermoedelijk de meest succesvolle 17e-eeuwse onderneemster van Canada" en "een voorbeeld van het belang van vrouwelijk ondernemerschap in de vroege Canadese economie" genoemd. Ze is ook meermaals "een van de eerste vrouwelijke ondernemers van Brits Noord-Amerika" genoemd.
De Canadian Advanced Technology Alliance (CATA) erkent haar als "de eerste vrouwelijke ondernemer in Noord-Amerika" en reikt daarom de Sara Kirke Award for Entrepreneurship and Innovation uit. Hiermee bekronen ze jaarlijks een Canadese vrouw die als onderneemster of innovator een uitzonderlijke bijdrage in de technologiesector heeft gedaan en daardoor een positief rolmodel voor vrouwen is. Sara Kirke speelt daarenboven een hoofdrol in Pillars of Avalon, een roman van Katherine Pym en Jude Pittman uit de historische fictiereeks Canadian Historical Brides.
De Kolonie Avalon is sinds 1953 een National Historic Site of Canada. De archeologische site met overblijfselen van de Pool Plantation valt ook te bezoeken. In het bij de site horende museum te Ferryland liggen nog verschillende artefacten die ooit Sara Kirkes huishouden toebehoorden, waaronder een groot aantal scherven van exotische luxekeramiek. Het betreft onder meer Chinees porselein en ook Portugees faience-aardewerk, dat in die tijd nog zeer zeldzaam was in Noord-Amerika, met erin de initialen "SK" aangebracht. Andere vondsten zijn onder meer juwelen, glaswerk, een snuifdoosje en een geelkoperen splint.